# Pfahlbau von Alvastra

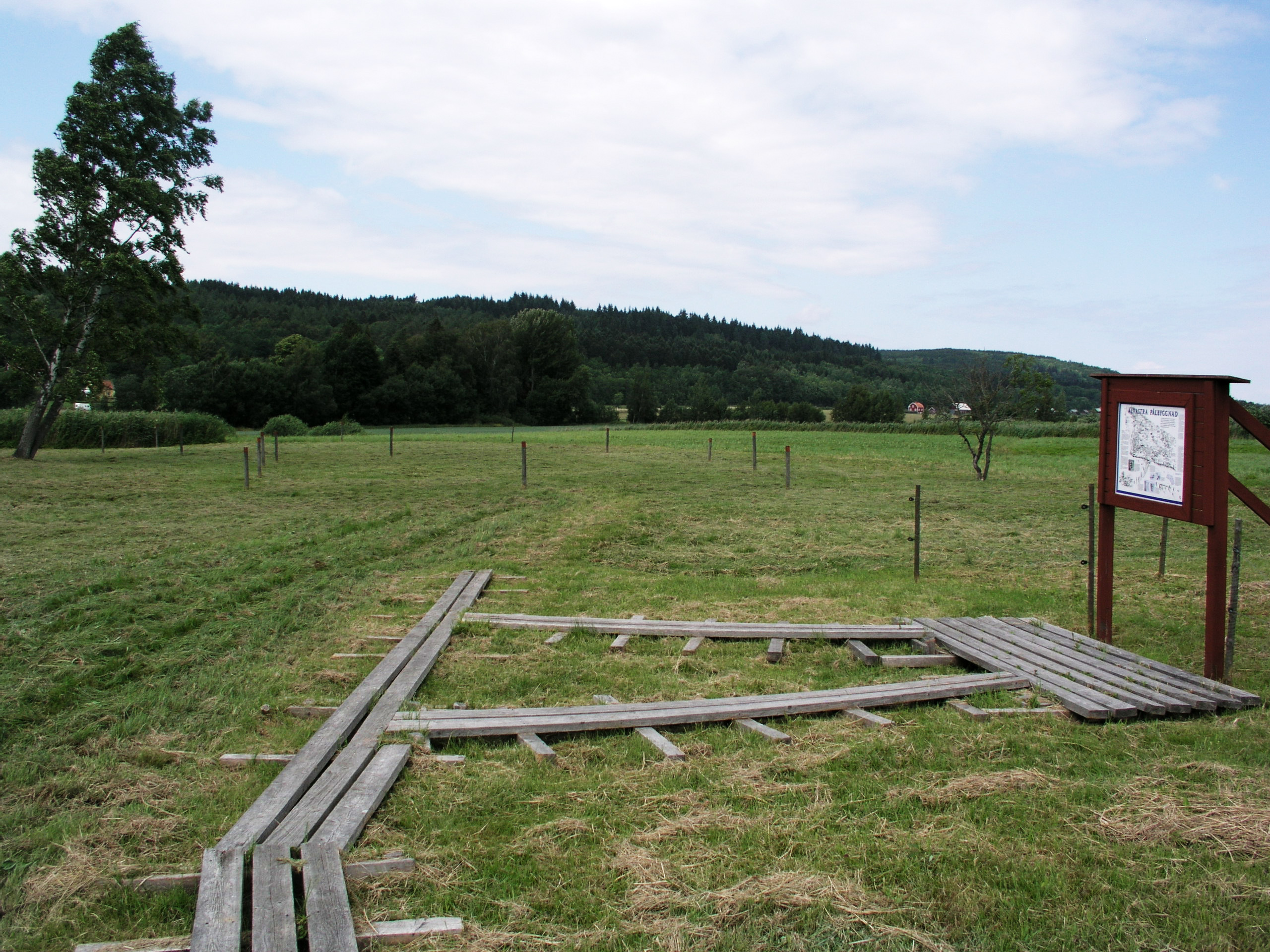
Fundplatz Alvastra, die Standorte der Pfähle sind durch Pfosten gekennzeichnet

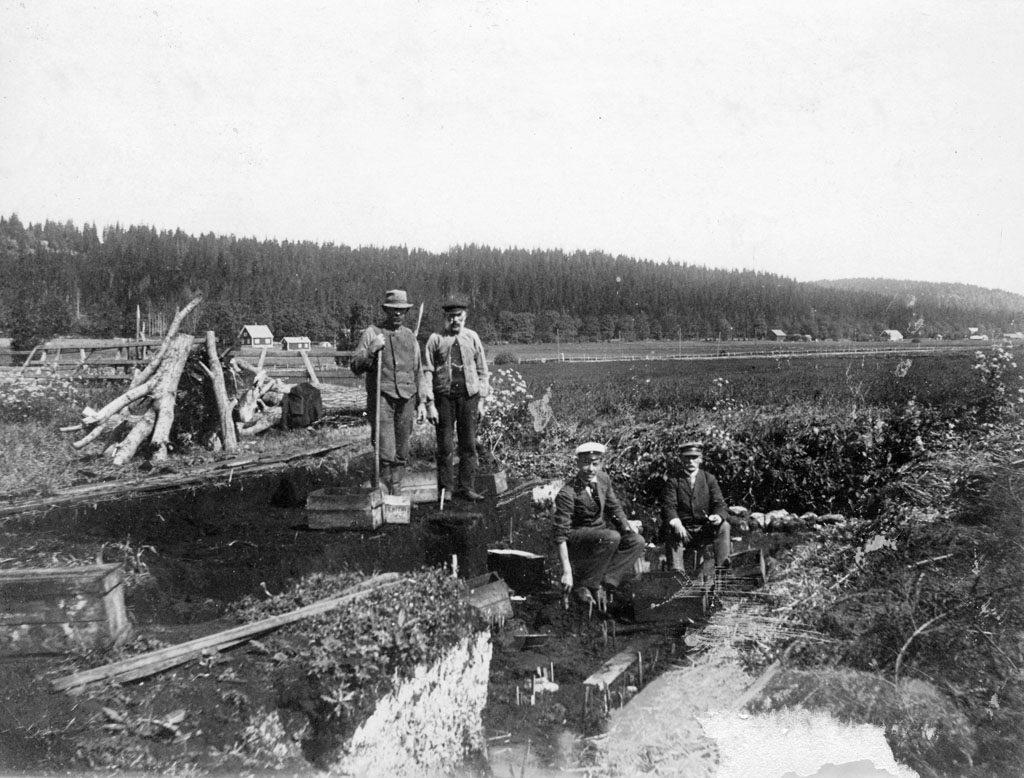
Ausgrabungen in Alvastra (um 1914)

Der Pfahlbau von Alvastra liegt im Dags mosse, einem Moor nahe der Ruine des Klosters Alvastra in der Gemeinde Ödeshög in Östergötland in Schweden. Er gehört zur Grübchenkeramischen Kultur und wird auf 3000 v. Chr. datiert. Der Pfahlbau ist in Skandinavien einzigartig. Der Fundplatz wurde Anfang des 20. Jahrhunderts zum Teil untersucht.

## Beschreibung
Im Gegensatz zu den offenen Küstensiedlungen lag dieser Wohnplatz im Moor. Stege führten zum Ufer. Die 1000 m² große Plattform wurde während der Sommermonate genutzt. Am Rand des Sumpfes war auf die Kalkgyttja eine Schicht aus Birken- und Kieferstämmen gelegt worden, auf der leichte Hütten standen. Auf den Holzböden lagen steingefasste Feuerstellen. Gegenstände aus organischem Material blieben umfänglicher als in anderen schwedischen Steinzeitsiedlungen erhalten.

## Funde
Es wurden Körner der Rollgerste, (Hordeum vulgare f. hexastichon), Holz, andere Vegetabilien und Tierknochen gefunden. Die Knochen stammten von Rind, Schaf/Ziege, Schwein, Hund sowie Bär, Elch, Hase, Reh und Rothirsch. 
Einmalig ist eine Bernsteinperle in Form einer Doppelaxt des symmetrischen Typs, der auch in Ganggräbern auftritt. Die größeren Geräte, wie dicknackige Beile sind aus Grünstein gefertigt. Eine große Anzahl geschliffener und halbfertiger zweischneidiger Äxte aus Felsgestein beweisen die lokale Herstellung dieses Axttyps. Eine der Äxte wurde mit dem Holzschaft geborgen. Aus Feuerstein sind Bohrer, Pfeilspitzen, Klingenschaber, querschneidige Pfeilspitzen und Scheibenschaber. Hinzu kommen Knochenwerkzeuge: Meißel, Pfrieme und Röhrenperlen, sowie durchbohrte Tierzähne und etwas Keramik im Säter-II- und Säter-III-Stil.
Alvastra ist auch ein wichtiger Fundort frühneolithischer Keramik.

## Einordnung
Alvastra wurde dendrochronologisch untersucht, die Kurve konnte jedoch bisher nicht in eine Standardkurve eingebunden werden.
Ackerbau, Viehhaltung, zweischneidige Äxte und organisierte Siedlungsweise deuten auf die Binnensiedlung einer Bauernkultur. Die Keramik ist hingegen grubenkeramisch. Es ist daher möglich, dass die Nutzer des Platzes dieser Kultur angehörten, die weitgehend neolithisiert war. Vermutlich kamen sie vom Süden, durch eines der smäländischen Flusstäler zu dem Sumpf. Diese Annahme wird durch eine grubenkeramische Siedlung mit schnurkeramischem Einschlag bei Gisebo/Skärstad am Südufer des Vätternsees gestützt.